# Piattaforma di ghiaccio Principe Gustavo
La piattaforma di ghiaccio Principe Gustavo (64°15′S 58°30′W) era una piattaforma glaciale lunga più di 28 km che ricopriva il canale del Principe Gustavo, inclusa la baia di Röhss e l'isola di James Ross, sulla costa orientale della penisola Antartica, nella Terra di Graham, in Antartide.

## Storia
La piattaforma fu battezzata nel 1990 dal Comitato britannico per i toponimi antartici (in inglese UK Antarctic Place-Names Committee, UK-APC) che scelse il nome dal canale che la piattaforma ricopriva.
La piattaforma attualmente non esiste più, già nel 1990 si stava ritirando da anni, tanto che, nel 1995, il canale che ricopriva fu, per la prima volta dalla sua scoperta, percorribile in tutta la sua lunghezza, con una sola piccola regione della piattaforma che resisteva nella baia di Röhss.